# Espace-coût (géographie)
L’espace-coût en géographie correspond au coût du transport pour des humains ou des marchandises pour franchir une distance donnée.

## Définition
D.M. Smith a été le premier en 1966 à définir la notion d'espace-coût : c'est le coût du transport d'une marchandise ou d'une personne pour se rendre d'un point à un autre. Les variations spatiales des coûts (tous les types de coûts étant à prendre en compte : de production, d'acheminement d'un produit donné vers le lieu de sa consommation, fonciers, financiers y compris les coûts d'imposition) sont de plus en plus déterminants pour le choix du lieu de sa fabrication dans le contexte de la division internationale du travail provoquée par la mondialisation. Espace-temps et espace-coût sont devenus les deux critères prédominants des managements des entreprises.
Les coûts de transport sont influencés par la distance à parcourir pour parcourir l'espace géographique.
Le développement des moyens de transports modernes provoque souvent une diminution de l'espace-coût en raison de la minimisation des choix logistiques effectués par les entreprises, mais pas toujours: les passagers peuvent en effet choisir de payer un prix plus élevé, donc une augmentation de l'espace-coût, s'ils obtiennent en contrepartie un raccourcissement de l'espace-temps : l'avion est plus cher que le bateau, mais plus rapide. De même les passagers ferroviaires choisissent le TGV de préférence aux trains traditionnels, le raccourcissement de leur espace-temps leur semblant préférable à l'augmentation de l'espace-coût qu'ils subissent. Par contre la course au gigantisme (par exemple pour le transport maritime des produits pétroliers avec les supertankers ou avec les nouveaux avions comme l'Airbus A380 pour le transport aérien permet une diminution du coût du transport, donc de l'espace-coût. Une meilleure efficacité énergétique des moyens de transports, l'amélioration de la productivité dans la manutention lors des ruptures de charges lorsqu'une marchandise doit être transférée d'un mode de transport à un autre permise par exemple par les portiques pour conteneurs (d'où l'essor de la conteneurisation du trafic marchandise) permet une réduction de l'espace-coût et facilite l'intermodalité des transports.
Le choix d'un faible taux d'imposition en diminuant l'un des facteurs de l'espace-coût va contribuer au développement économique du pays concerné : de nombreux pays du tiers-monde ont amorcé un processus de développement industriel en créant des zones franches exemptes d'impôts, ce qui attire les entreprises multinationales ; l'Irlande a connu un rapide développement industriel dans les décennies 1990 et 2000 en choisissant un taux d'impôt sur les sociétés très faible par comparaison aux autres pays de l'Union européenne. Les paradis fiscaux provoquent une diminution de l'espace-coût pour les entreprises qui y implantent leur siège ou des activités du secteur tertiaire comme des banques par exemple.